# Млини роликові
Млини́ ро́ликові (рос. мельницы роликовые, англ. roller mill, нім. Rollenmühlen f pl) — належать до подрібнювачів роздавлювальної і перетиральної дії. Застосовують для грубого і середнього подрібнення сухим способом м'яких і середньої твердості матеріалів (вугілля, цементної сировини, фосфоритів, графіту, сірки, мінеральних фарб тощо). 
Розрізняють ролико-кільцеві, кульово-кільцеві, катково-чашкові і катково-дискові млини. 
Ступінь подрібнення досягає 40, а к.к.д. 0,05—0,06.